# Cameron Wurf

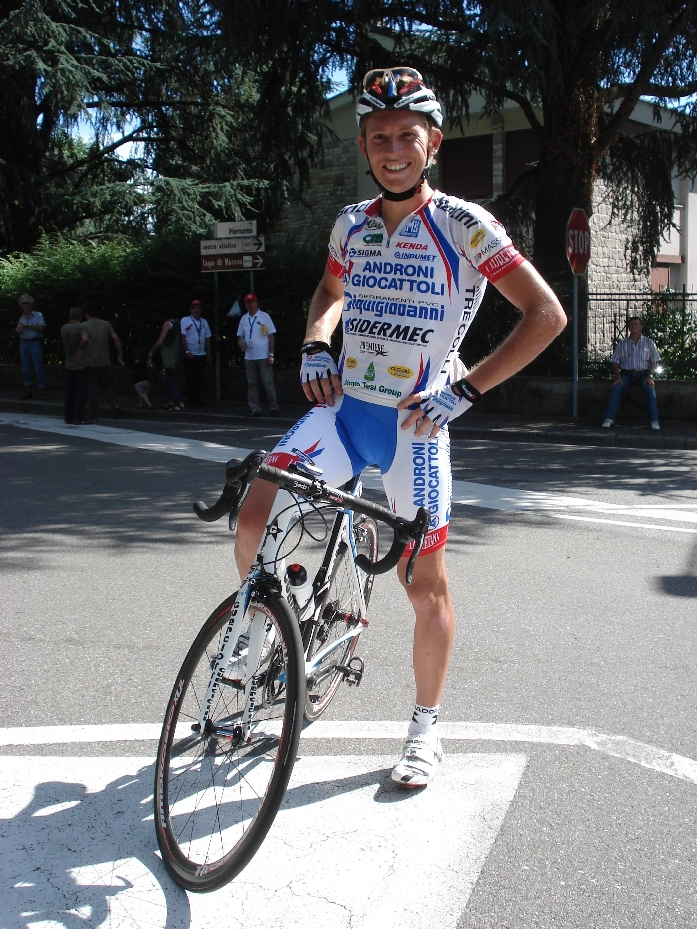
Cameron Wurf en 2010

Cameron Wurf, né le 3 août 1983 à Hobart, est un sportif australie. Il prend part durant sa carrière à des compétitions d'aviron, de cyclisme et de triathlon.

## Biographie

### Carrière en aviron
Cameron Wurf est d'abord rameur. Il fait ses études à la Hutchins School, à Hobart, où il commence à ramer. Il remporte le titre national School Boy Sculling aux championnats australiens d'aviron en 2001.
Lors des championnats du monde d'aviron des moins de 23 ans de 2003 à Belgrade, il est membre de l'équipe des quatre sans-barreurs poids légers qui remporte la médaille d'or.
Il participe au deux de couple poids légers des Jeux olympiques d'été de 2004 à Athènes, où il termine à la seizième place. Il a continué à représenter l'Australie au plus haut niveau dans l'aviron jusqu'en 2006 en participant aux championnats du monde. En 2005, il est douzième en poids léger. Lors des mondiaux de 2006, il est quatrième du deux de pointe poids légers. Il s'agit de sa dernière apparition dans une compétition d'aviron.

### Carrière en cyclisme
Cameron Wurf commence sa carrière cycliste professionnelle en 2007 dans l'équipe américaine Priority Health-Bissell. Spécialiste du contre-la-montre, il remporte la médaille d'or de cette discipline aux Jeux océaniens et le Chrono champenois. Il est sélectionné en équipe nationale pour l'épreuve chronométrée des championnats du monde à Stuttgart. Il y prend la 31e place. Il rejoint Cinelli-OPD en 2008 puis est recruté par l'équipe autrichienne Volksbank-Vorarlberg au mois de mai.
Il rejoint l'équipe ProTour Fuji-Servetto lors de la saison 2009.
Après une saison au sein de l'équipe italienne Androni Giocattoli-Serramenti PVC Diquigiovanni, il retrouve une équipe ProTour en signant un contrat avec l'équipe de Roberto Amadio, la Liquigas-Cannondale. Non conservé par son équipe, il signe le 18 janvier 2012 un contrat d'un an avec l'équipe Champion System, qui acquiert le statut d'équipe continentale professionnelle, et dès l'année suivante Wurf retrouve l'équipe Liquigas-Cannondale, devenue Cannondale.
En février 2015, après avoir terminé troisième du contre-la-montre aux championnats d'Océanie 2015, il annonce qu'il met sa carrière de cycliste de côté pendant une année, expliquant qu'il n'avait pas trouvé sa place dans ce sport.
Le 3 août 2019, pour son 36e anniversaire, il accomplit l'Everesting du col de la Madone, en compagnie de Richie Porte.
Le 31 janvier 2020, après six ans d'absence du peloton professionnel, il rejoint l'équipe World Tour Ineos dans un rôle d'équipier, tout en continuant sa carrière en Ironman. Il remplace Vasil Kiryienka qui a du arrêter sa carrière en raison d'un problème cardiaque.

### Carrière en triathlon
En 2015, il arrête la compétition cycliste et passe au triathlon. Il parvient à se qualifier pour le championnat du monde d'Ironman. Une blessure contractée lors d'une chute à VTT l'empêche cependant d'y participer. L'année suivante, il se concentre sur l'entrainement en course à pied et en natation. Une nouvelle blessure l'empêche de courir.
En 2017, il reprend la compétition cycliste au sein de l'équipe américaine Cylance afin de se préparer pour les triathlons. Il remporte l'Ironman Pays de Galles et se qualifie pour le championnat du monde ou il prend la 17e place et le record de la partie cycliste avec plus de cinq minutes de moins que l'ancien record (les 180,25 km en 4 h 12 min 53 s). En 2018, il prend la troisième place de l'Ironman France derrière le Belge Frederik Van Lierde et le Français Antony Costes.

### Autres sports
Cameron Wurf est passionné par le sport automobile, dès qu'il peut il assiste à des courses sur le circuit NASCAR pour soutenir son ami le pilote américain Jimmie Johnson sept fois titrés sur la Cup Series en première division.

## Palmarès en aviron

### Jeux olympiques
- 2004[2] à Athènes, Grèce
  - 16e deux de couple poids léger avec George Gelbart

### Championnats du monde
- 2006 à Eton, Angleterre
  - 4e deux de pointe poids léger avec Tim Smith

### Coupe du monde
- 2006 à Munich, Allemagne
  - 4e deux de pointe poids léger avec Samuel Beltz

## Palmarès en cyclisme

### Par années
- 2007
  -  Médaille d'or du contre-la-montre aux Jeux océaniens
  - Chrono champenois
- 2008
  - 3e du championnat d'Océanie de poursuite par équipes
- 2012
  - 2e du Tour du lac Qinghai
- 2014
  - 2e du Herald Sun Tour
- 2015
  -  Médaillé de bronze du championnat d'Océanie du contre-la-montre

### Résultats sur les grands tours

#### Tour d'Italie
2 participations
- 2010 : 77e
- 2013 : 128e

#### Tour d'Espagne
2 participations
- 2013 : 99e
- 2020 : 95e

### Classements mondiaux
| Année                                 | 2007 | 2008 | 2009 | 2010 | 2011 | 2012 | 2013 | 2014 | 2015 | 2016 | 2017  | 2018 | 2019 | 2020 | 2021 | 2022 | 2023  |
| ------------------------------------- | ---- | ---- | ---- | ---- | ---- | ---- | ---- | ---- | ---- | ---- | ----- | ---- | ---- | ---- | ---- | ---- | ----- |
| Classement mondial                    |      |      |      |      |      |      |      |      |      | nc   | 2917e | nc   | nc   | nc   | nc   | nc   | 3066e |
| UCI Europe Tour                       | 420e | nc   |      | nc   |      | nc   |      |      | nc   | nc   | nc    | nc   |      |      |      |      |       |
| UCI Asia Tour                         | nc   | nc   |      | nc   |      | 10e  |      |      | nc   | nc   | nc    | nc   |      |      |      |      |       |
| UCI Oceania Tour                      | 10e  | 36e  |      | nc   |      | 48e  |      |      | 11e  | nc   | 86e   | nc   | nc   | nc   | nc   | nc   | nc    |
|                                       |      |      |      |      |      |      |      |      |      |      |       |      |      |      |      |      |       |
| Légende : nc = non classéSource : UCI |      |      |      |      |      |      |      |      |      |      |       |      |      |      |      |      |       |

## Palmarès en triathlon
Le tableau présente les résultats les plus significatifs (podium) obtenus sur le circuit international de triathlon depuis 2017,,.
| Année | Compétition                    | Pays           | Position           | Temps           |
| ----- | ------------------------------ | -------------- | ------------------ | --------------- |
| 2024  | Ironman Vitoria-Gasteiz        | Espagne        | Médaille de bronze | 7 h 43 min 16 s |
| 2024  | Ironman Afrique du Sud         | Afrique du Sud | Médaille de bronze | 8 h 7 min 37 s  |
| 2024  | Ironman 70.3 Tasmanie          | Australie      | Médaille de bronze | 4 h 0 min 1 s   |
| 2023  | Ironman Autriche               | Autriche       | Médaille d'argent  | 8 h 2 min 41 s  |
| 2023  | Ironman Lanzarote              | Espagne        | Médaille de bronze | 8 h 30 min 16 s |
| 2022  | Ironman Vitoria-Gasteiz        | Espagne        | Médaille d'argent  | 7 h 53 min 28 s |
| 2021  | Ironman Copenhague             | Danemark       | Médaille d'or      | 7 h 46 min 5 s  |
| 2021  | Ironman Majorque               | Espagne        | Médaille de bronze | 8 h 4 min 2 s   |
| 2021  | Ironman 70.3 Andorre           | Andorre        | Médaille de bronze | 4 h 25 min 52 s |
| 2019  | Ironman Italie                 | Italie         | Médaille d'or      | 7 h 46 min 54 s |
| 2019  | Ironman Australie              | Australie      | Médaille d'or      | 8 h 6 min 18 s  |
| 2019  | Cannes International Triathlon | France         | Médaille d'or      | 4 h 24 min 46 s |
| 2018  | Ironman France                 | France         | Médaille de bronze | 8 h 39 min 14 s |
| 2018  | Challenge Salou                | Espagne        | Médaille d'or      | 3 h 45 min 37 s |
| 2017  | Ironman Pays de Galles         | Pays de Galles | Médaille d'or      | 9 h 7 min 3 s   |
| 2017  | Ironman Suède                  | Suède          | Médaille d'argent  | 8 h 8 min 58 s  |